# МДР-5
МДР-5 ( Морський Далекий Розвідник ) - літаючий човен, розроблена в 1938 році в ОКБ під керівництвом Г.М. М. Берієва . Основним призначенням літака була розвідка віддалених районів моря і баз, а також супровід важких бомбардувальників.  Літак показав недостатні льотні характеристики, тож у серії не будувався.

## ЛТХ
МДР-5 - підкісний човновий моноплан з центропланом на широкому пілоні суцільнометалевої конструкції з двома двигунами. Щоб уникнути корозії, всі матеріали піддавалися спеціальними поверхневими покриттями: анодування, фосфатування тощо. буд. Вся зовнішня клепка виконувалася таємно. Екіпаж із п'яти чоловік. 
- Фюзеляж - двореданий човен середньої кілеватості. Редани - прямі у плані. Кабіна пілота закривалася обтічним ліхтарем, з нахиленими вперед вітровими шибками. Кабіна штурмана розташовувалась у носовій частині човна. Для огляду по вертикалі у кабіні штурмана були передбачені похилі ілюмінатори. [2]
- Крило - складається з центроплану та двох відокремлених консолей, що мають помітне звуження та закінчування овальні в плані. Високе крило спиралося на пілон над човном і підкріплювалося підкосами. Під крилом розташовувалися неприбиральні поплавці стійкості на паралельних стійках, підкріплених розчалками. На випадок втрати одного з поплавців у консолі крила передбачалося пристрій, що забезпечує плавання гідролітака. [2]
- Хвостове оперення - стабілізатор з кермами висоти та кіль з кермами напрямку. Стабілізатор жорстко закріплювався на кілі. Стабілізатор непереставний. Рулі висоти були забезпечені тримерами. Кіль виконувався як єдине ціле з хвостовою частиною фюзеляжу. На кермах напряму встановлювалися тримери. [2]
- Силова установка - два поршневі двигуни водяного охолодження. Двигуни розташовувалися на передній кромці крила. Гвинти трилопатеві, діаметром 3,4 м, зі змінним на землі кроком. [2]

## Історія
Усього було випущено два екземпляри, причому один у варіанті амфібії. Проте, пізніше, за умовами мореплавства, шасі було знято. Літак виявився перетяженим, його льотні характеристики (переважно тривалість і дальність польоту) значно поступалися закордонним літакам аналогічного призначення. У серії не будувався.